# Elisabeth Kugelberg Christoffersson
Maria Elisabeth Kugelberg Christoffersson, född Kugelberg 27 februari 1919 i Ljusnarsbergs socken i Örebro län, död 7 maj 2011 i Linköping, var en svensk målare, tecknare och illustratör. Hon är framförallt känd för att ha illustrerat två utgåvor av Martha Sandwall-Bergströms ungdomsromansvit Kulla-Gulla utgivna 1946–1951 och 1965–1968 på Albert Bonniers förlag.

## Biografi
Kugelberg Christoffersson studerade vid Leon Welamsons konstskola i Stockholm 1938–1939. 
Hon arbetade huvudsakligen med illustrationer, bokomslag, modeteckning och akvareller.  Hon illustrerade också vykort, veckotidningsnoveller, magasinsomslag och mode, ofta under signaturen Elisa. Hon illustrerade ett stort antal ungdomsböcker under 1950 till 1970-talet, bland dem Peters baby av Gun Jacobson.
Hon var dotter till direktören och forstmästaren Fredrik Vilhelm Kugelberg och Johanna Maria Berndes samt från 1944 gift med jägmästaren Lennart Christoffersson (1914–2004). Hon var syster till konstnären Brita Kugelberg-Öhrström.
Elisabeth Kugelberg Christoffersson är begravd på Västra griftegården i Linköping.